# Parigné-l'Évêque

Parigné-l'Évêque este o comună în departamentul Sarthe, Franța. În 2009 avea o populație de 4,744 de locuitori.